# Presidente de Georgia
El presidente de Georgia (georgiano: საქართველოს პრეზიდენტი) asume la jefatura del Estado, la jefatura suprema de las Fuerzas de Defensa y la máxima representación de Georgia en las relaciones exteriores. También lidera la administración interna del país y la política exterior del Estado. La Constitución de Georgia establece que debe asegurar la unidad y la integridad del país y la actividad de las instituciones del Estado.
La anterior presidenta de Georgia, Salomé Zurabishvili, fue la primera mujer elegida en este puesto en la historia del país. Fue también la última persona en ser elegida de manera directa. Tras una reforma constitucional adoptada a finales de 2017, en 2024, cuando expiró el mandato de Zurabishvili, el cargo fue elegido por el Parlamento. El 14 de diciembre de 2024, un colegio de electores compuesto por diputados y representantes de los gobiernos locales eligió a Míjeil Kavelashvili como nuevo presidente del país. 224 de los 225 electores votaron por el único candidato nominado. Tanto la anterior presidente como la oposición no reconocen la legitimidad de Kavelashvili como nuevo jefe de Estado.

## Deberes
El presidente es el jefe de Estado y su mayor tarea es la de preservar y proteger los derechos y las libertades del pueblo georgiano, las cuales están garantizadas en la Constitución de Georgia. El presidente tiene la labor de conducir la política interna y externa del gobierno georgiano. El presidente es también el comandante en jefe de las Fuerzas Armadas.
Así también es deber del presidente premiar con condecoraciones nacionales, resolver problemas con respecto a la inmigración y tiene el poder de otorgar indultos.
Hasta antes de las enmiendas a la Constitución en febrero de 2004, asumía también la jefatura de Gobierno.

## Juramento
El tercer domingo después de las elecciones corresponde realizar el cambio de mando. El presidente toma un juramento ante Dios y la Nación:
მე საქართველოს პრეზიდენტი, ღვთისა და ერის წინაშე ვაცხადებ, რომ დავიცავ საქართველოს კონსტიტუციას, ქვეყნის დამოუკიდებლობას, ერთიანობასა და განუყოფლობას, კეთილსინდისიერად აღვასრულებთ პრეზიდენტის მოვალეობას, ვიზრუნებ ჩემი ქვეყნის მოქალაქეთა უსაფრთხოებისა და კეთილდღეობისათვის, ჩემი ხალხის და მამულის აღორძინებისა და ძლევამოსილებისათვის!

¡Yo, el Presidente de Georgia, delante de Dios y la Nación, declaro resguardar la Constitución de Georgia, defender la independencia, la unidad y la indivisibilidad del país, desempeñar de manera cabal los deberes del Presidente, para velar por la seguridad y el bienestar de los ciudadanos de mi país y por el renacer y el destino de mi Nación y mi Patria!

## Pabellón Presidencial
El Pabellón Presidencial es la bandera de Georgia con el escudo de armas en el centro de ésta. Copias del pabellón son utilizadas dentro de la oficina presidencial, y el Edificio de la Cancillería, diversas oficinas estatales y mientras el presidente está de gira por el país.

Pabellón presidencial.

## Lista de titulares
| N.º                             | Retrato | Nombre (nacimiento–muerte)      | Inicio                  | Final                               | Partido político | Partido político               | Elecciones | Notas |
| ------------------------------- | ------- | ------------------------------- | ----------------------- | ----------------------------------- | ---------------- | ------------------------------ | ---------- | --- |
| 1.                              |         | Zviad Gamsajurdia (1939-1993)   | 26 de mayo de 1991      | 6 de enero de 1992                  |                  | Mesa Redonda - Georgia Libre   | 1991       | Forzado a renunciar después de un golpe de Estado                                                                 |
| Presidencia abolida (1992-1995) |         |                                 |                         |                                     |                  |                                |            | |
| 2.                              |         | Eduard Shevardnadze (1928-2014) | 25 de noviembre de 1995 | 23 de noviembre de 2003             |                  | Unión de Ciudadanos de Georgia | 1995 2000  | Fue elegido por dos períodos y obligado a renunciar de su cargo durante la Revolución de las Rosas.               |
| –                               |         | Nino Buryanadze (n. 1964)       | 23 de noviembre de 2003 | 25 de enero de 2004                 |                  | Movimiento Nacional Unido      | –          | Presidenta interina. Final de mandato.                                                                            |
| 3.                              |         | Mijeíl Saakashvili (n. 1967)    | 25 de enero de 2004     | 25 de noviembre de 2007             |                  | Movimiento Nacional Unido      | 2004       | Devino presidente después de la Revolución Rosa.                                                                  |
| –                               |         | Nino Buryanadze (n. 1964)       | 25 de noviembre de 2007 | 20 de enero de 2008                 |                  | Movimiento Nacional Unido      | –          | Presidenta interina                                                                                               |
| 3.                              |         | Mijeíl Saakashvili (n. 1967)    | 20 de enero de 2008     | 17 de noviembre de 2013             |                  | Movimiento Nacional Unido      | 2008       | |
| 4.                              |         | Giorgi Margvelashvili (n. 1969) | 17 de noviembre de 2013 | 16 de diciembre de 2018             |                  | Sueño Georgiano                | 2013       | |
| 5.                              |         | Salomé Zurabishvili (n. 1952)   | 16 de diciembre de 2018 | 29 de diciembre de 2024 (disputado) |                  | Independiente                  | 2018       | |
| 6.                              |         | Míjeil Kavelashvili (n. 1971)   | 29 de diciembre de 2024 | En el cargo (disputado)             |                  | Sueño Georgiano                | 2024       | Su elección fue polémica ya que su predecesora y la oposición cuestionan la legitimidad del nuevo jefe de Estado. |